# Odonteus falli
Odonteus falli is een keversoort uit de familie cognackevers (Bolboceratidae). De wetenschappelijke naam van de soort werd in 1928 gepubliceerd door John Braithwaite Wallis.